# Тодд, Энн
Энн Тодд (англ. Ann Todd, 24 января 1909 — 6 мая 1993) — британская актриса и продюсер.

## Биография
Родилась в Чешире, а образование получила в школе св. Уинифрид в Истборне. На киноэкранах дебютировала в 1931 году, а первого успеха добилась в 1940-х, после ролей в фильмах «Совершенные незнакомцы» (1945) и «Седьмая вуаль» (1945). Наибольшую популярность актрисе принесла роль многострадальной жены персонажа Грегори Пека в драме Альфреда Хичкока «Дело Парадайна» (1947).

### Семья
Энн Тодд трижды была замужем. Её третьим супругом был знаменитый британский кинорежиссёр Дэвид Лин, который снял её в трёх своих картинах «Страстная дружба» (1949), «Мадлен» (1950) и «Звуковой барьер» (1952), роль в котором принесла ей номинацию на премию «BAFTA». С началом 1950-х Энн Тодд переместилась на телевидение, где продолжала работать до 1972 года. В последующие два десятилетия актриса лишь несколько раз появилась на экранах, завершив свою актёрскую карьеру в 1992 году небольшой ролью в британском телесериале «Мегрэ». Год спустя, в мае 1993 года, Энн Тодд скончалась в Лондоне от инсульта в возрасте 84 лет.

## Фильмография
- 1931 — «These Charming People» — Памела Кроуфорд
- 1936 — «Облик грядущего» — Мэри Гордон
- 1947 — «Дело Парадайна» — Гэй Кин
- 1947 — «Опасные годы» — Дорис Мартин
- 1948 — «Такая злая, любовь моя» — Оливия Харвуд
- 1949 — «Страстная дружба» — Мэри Джастин
- 1950 — «Мадлен» — Мадлен Смит
- 1952 — «Звуковой барьер» — Сьюзан Гартвейт
- 1961 — «Вкус страха» — Джейн Эпплби
- 1992 — «Мегрэ» — мадемуазель Жозетт